# Players Championships
Die Players Championships sind Ranglistenturniere im Dartsport, welche von der Professional Darts Corporation seit 2004 ausgetragen werden. Die Turnierserie umfasst aktuell 34 sogenannte Floor-Events, also Turniere, welche ohne Zuschauer ausgetragen werden.
Die Players Championships sind Teil der PDC Pro Tour und somit relevant für die PDC World Rankings. Außerdem bilden sie mit den Players Championship Rankings eine gesonderte Rangliste, welche am Ende der Saison das Teilnehmerfeld für die Players Championship Finals bestimmt.

## Geschichte
Die Einführung der Players Championships resultierte aus der Erkenntnis der PDC, dass bessere Strukturen für den Dartsport geschaffen werden müssen, um das Wegfallen nachkommender Profispieler zu verhindern. (siehe: PDC Pro Tour#Geschichte)
Das erste Turnier, welches als Vorläufer der Players Championships gilt und von 2004 bis 2010 auch Teil derselben war, ist das Bobby Bourn Memorial Players Championship 2003. Dieses fand als Gedenkturnier an den verstorbenen Funktionär Bobby Bourn statt und wurde im Rahmen des World Matchplays zusätzlich ausgetragen. Da die Organisation des Turniers ein Erfolg wurde, entschied man sich ab 2004 mehrere dieser Events auszutragen und die erste Saison der Players Championships fand statt.
Im Debütjahr wurden insgesamt 5 Turniere in England, Schottland, Wales, Irland und den Niederlanden ausgetragen und es konnten zunächst alle Spieler des PDC-Circuits an den Players Championships teilnehmen. Außerdem wurden die Turniere in Wales, Irland und Schottland am selben Wochenende wie die zugehörigen UK Open Qualifiers gespielt. Die Bobby Bourn Memorial Trophy fand wieder im Vorfeld des World Matchplays statt. Gespielt wurde im Modus First to three sets.
Im darauffolgenden Jahr wurden erstmals zweimal zwei der acht Players Championships an einem Wochenende ausgetragen. 2006 spielte man erstmals ein Turnier in Gibraltar.
Im Jahr 2007 wurde die Anzahl der Turniere um insgesamt 11 auf 20 Players Championships erhöht. Unter anderem wurden erstmals in Deutschland, Belgien und den Vereinigten Staaten Turniere gespielt. Außerdem zählten die Turniere erstmals in eine gesonderte Rangliste, die PDC Players Championship Order of Merit (ab Juli 2025: PDC Players Championship Rankings), welche ab diesem Zeitpunkt als Qualifikation für unter anderem das World Matchplay, den World Grand Prix und später auch die European Darts Championship diente.
2008 fanden erstmals Players Championships in Australien, Kanada und Nordirland statt. Mit insgesamt 31 Turnieren wurde außerdem ein neuer Höchststand erreicht, wobei immer seltener nur einzelne Turniere stattfanden. Stattdessen wurde vermehrt auf das Konzept der zwei Events an einem Wochenende zurückgegriffen.
Außerdem führten die Turniere erstmals zu den neu erschaffenen Players Championship Finals, welche von 2009 an als einziges Major-Turnier ausschließlich die Players Championship Rangliste als Qualifikationsmöglichkeit heranzog. Im selben Jahr erhöhte sich erstmals nicht die Anzahl der Turniere, dafür wurde der Spielmodus umgestellt. Ab sofort wurde jedes Spiel im Modus Best of 11 Legs ausgetragen.
Im Jahr 2010 wurde der Höchststand an Events bei den Players Championships und auch generell auf der Pro Tour erreicht. Insgesamt 37 Players Championships fanden in 16 verschiedenen Städten statt, darunter mit Salzburg erstmals auch eine Stadt in Österreich.
Bei den Players Championships 2011 wurde die Anzahl an Turnieren wieder zurückgeschraubt, zudem fand zum letzten Mal ein Players Championship-Turnier einzeln an einem Wochenende statt. Mit der Einführung der PDC Tour Card wurde außerdem die Anzahl an Spielern auf 128 pro Event begrenzt. Nur an Turnieren außerhalb Großbritanniens konnten nun noch andere Spieler teilnehmen.
Ab 2012 wurden die Turniere nur noch (mindestens) paarweise an einem Wochenende ausgetragen. Außerdem wurde aufgrund der Einführung der European Darts Tour die Anzahl an Players Championships auf 20 heruntergeschraubt und die Players Championship Order of Merit in die PDC Pro Tour Order of Merit (ab Juli 2025: PDC Pro Tour Rankings) umgewandelt. Zudem fanden erstmals zwei Turniere in Spanien statt.
2013 wurden nur 16 Players Championship-Turniere ausgetragen. Weniger waren es zuletzt 2006, was aber ebenfalls mit der Expansion der European Tour zusammenhing. Die Turniere wurden in 5 Orten in England und Irland gespielt, so wenig Ländern wie noch nie zuvor. Daran änderte sich auch 2014 nichts, außer dass es wieder 20 Turniere waren. Zudem wurde nun auch bei den Events außerhalb Großbritanniens die Anzahl an Spielern auf 128 begrenzt. 2015 wurden erstmals drei Turniere an einem Wochenende gespielt.
In der Saison 2016 fanden die Turniere in nur drei Städten statt (Barnsley, Coventry und Dublin). Außerdem wurden ab sofort wieder nur noch die Players Championship-Turniere als Qualifikation für die Players Championship Finals herangezogen und damit die Players Championship Order of Merit als gesonderte Rangliste einfügeführt.
2017 erhöhte sich die Anzahl der Turniere auf 22. Im Jahr 2019 fanden erstmals wieder Turniere in Deutschland statt. Außerdem wurde die Anzahl an Events auf 30 erhöht und der Modus so verändert, dass im Halbfinale 7 und im Finale 8 Legs benötigt wurden um das Match zu gewinnen.
Im ersten Jahr der COVID-19-Pandemie 2020 wurde die Turnierserie für mehrere Monate unterbrochen. Nachdem bis März das Konzept der zwei Turniere an einem Wochenende durchgeführt wurde, entschied man sich für den Rest der Saison drei einzelne Turnierserien unter den Namen Summer Series, Autumn Series und Winter Series durchzuführen, wobei die Autumn Series in Deutschland ausgetragen wurde. Diese Serien bestanden aus jeweils fünf Turnieren am Stück, sodass 2020 insgesamt von 30 geplanten Players Championships 23 auch stattfinden konnten.
2021 wurde das Konzept der Serien beibehalten. Unter dem Namen PDC Super Series fanden acht Turnierserien statt, welche jeweils aus drei bis vier Players Championship-Turnieren bestehen. 2022 kehrte man zum ursprünglichen Modus mit zwei Turnieren an einem Wochenende zurück.
Während die Anzahl der ausgetragenen Turniere seit 2021 konstant bei 30 lag, werden 2025 insgesamt 34 Turniere in Wigan, Rosmalen, Leicester, Hildesheim und Milton Keynes ausgetragen.

## Liste der Players Championship-Saisons
| Jahr | Anzahl | Spieler mit den meisten Siegen                                                                   |
| ---- | ------ | ------------------------------------------------------------------------------------------------ |
| 2004 | 5      | Phil Taylor, Wayne Mardle, Colin Lloyd, Ronnie Baxter, Mark Dudbridge (je 1)                     |
| 2005 | 8      | Phil Taylor (5)                                                                                  |
| 2006 | 9      | Phil Taylor (3)                                                                                  |
| 2007 | 20     | Raymond van Barneveld, Phil Taylor (je 4)                                                        |
| 2008 | 31     | Phil Taylor (11)                                                                                 |
| 2009 | 32     | Phil Taylor (9)                                                                                  |
| 2010 | 37     | Simon Whitlock (6)                                                                               |
| 2011 | 31     | Gary Anderson (5)                                                                                |
| 2012 | 20     | Michael van Gerwen (6)                                                                           |
| 2013 | 16     | Robert Thornton, Michael van Gerwen, Jamie Caven, Dave Chisnall, Ian White, Brendan Dolan (je 2) |
| 2014 | 20     | Gary Anderson (5)                                                                                |
| 2015 | 20     | Peter Wright (3)                                                                                 |
| 2016 | 20     | Michael van Gerwen (5)                                                                           |
| 2017 | 22     | Rob Cross (4)                                                                                    |
| 2018 | 22     | Michael van Gerwen (4)                                                                           |
| 2019 | 30     | James Wade (5)                                                                                   |
| 2020 | 23     | Peter Wright, Gerwyn Price (je 4)                                                                |
| 2021 | 30     | Peter Wright, José de Sousa (je 3)                                                               |
| 2022 | 30     | Michael Smith (3)                                                                                |
| 2023 | 30     | Gerwyn Price (4)                                                                                 |
| 2024 | 30     | Chris Dobey, Luke Littler (je 3)                                                                 |
| 2025 | 34     | Gerwyn Price (3)                                                                                 |

## Preisgelder
Folgendes Preisgeld wird bei jedem Players Championship Event an die Teilnehmer ausgeschüttet (Stand: 2025):
| Runde              | Players Championships |
| ------------------ | --------------------- |
| Sieg               | £ 15.000              |
| Finale             | £ 10.000              |
| Halbfinale         | £ 5.000               |
| Viertelfinale      | £ 3.500               |
| Achtelfinale       | £ 2.500               |
| 3. Runde (Last 32) | £ 1.500               |
| 2. Runde (Last 64) | £ 1.000               |
| Total              | £ 125.000             |

Ab 2026 soll das Preisgeld auf £ 150.000 je Event erhöht werden.